# シボレー・ノマド
シボレー・ノマド (Chevrolet Nomad)は、GMのシボレー部門で製造されたステーションワゴンである。ノマドは、1955-57年型の2ドア（第1世代）の形が最も知られており、ショールームに人を呼び寄せる車 (halo model) として捉えられていた。

## 初代 (1955年 - 1957年)

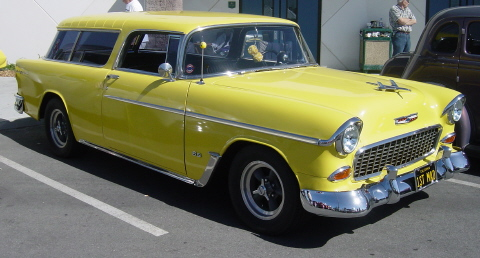
第1世代

当時のステーションワゴンとの違いは、標準的なステーションワゴンよりもハードトップを思わせるそのユニークなスタイリングにある。シボレーは、同じくGM傘下のポンティアック・サファリとボディを共用した。ノマドのユニークなデザイン・ルーツは、同じ名前でGMモトラマ・ショーに出展されたシボレー・ベースの車に由来する。そのコンセプトは、1954年のショーで「ドリーム・カー」として紹介するに足りるものであるというものであった。GMは、人気のあったシボレー・ベルエアに結び付けて、より多くのモデルの車を販売したい考えであったため、ノマドのデザインが標準モデルとして展開することが可能かどうかが、実際に生産に移すかどうかの鍵であった。実際、そのデザインは画期的であると考えたため、GMは、販売が低調になった1957年の終わりまで、オリジナル・モデルの生産を続けた。

## 2代目 (1958年 - 1961年)
1958年、シボレーはノマドを最上級の4ドア・ステーションワゴンとして位置づけた。シボレーは1961年に、通常のセダン・モデルを採用するまで、ノマドの製造を続けた。

## 3代目 (1968年 - 1970年)
1968年になって、ノマドは、シボレー・シェベル・シリーズの中型ステーションワゴンとして、再び登場した。また、1970年代後半、1980年代前半に、シボレーのフルサイズ・バンとして再び登場する。